# Pacific Nations Cup 2023
La Pacific Nations Cup 2023 fue la decimosexta edición del torneo internacional de selecciones de rugby que organiza la World Rugby.

## Equipos participantes
- Selección de rugby de Fiyi (Flying Fijians)
- Selección de rugby de Japón (Brave Blossoms)
- Selección de rugby de Samoa (Manu Samoa)
- Selección de rugby de Tonga (ʻIkale Tahi)

## Posiciones
| Pos. | Equipo | Encuentros | Encuentros | Encuentros | Encuentros | Tantos  | Tantos    | Tantos     | Puntos Bonus | Puntos Totales |
| Pos. | Equipo | jugados    | ganados    | empatados  | perdidos   | a favor | en contra | diferencia | Puntos Bonus | Puntos Totales |
| ---- | ------ | ---------- | ---------- | ---------- | ---------- | ------- | --------- | ---------- | ------------ | -------------- |
| 1    | Fiyi   | 3          | 3          | 0          | 0          | 104     | 51        | +53        | 3            | 15             |
| 2    | Samoa  | 3          | 2          | 0          | 1          | 77      | 64        | +13        | 1            | 9              |
| 3    | Japón  | 3          | 1          | 0          | 2          | 55      | 75        | -20        | 1            | 5              |
| 4    | Tonga  | 3          | 0          | 0          | 3          | 45      | 91        | -46        | 1            | 1              |

Nota: Se otorgan 4 puntos al equipo que gane un partido y 2 al que empate
Puntos Bonus: 1 punto por convertir 4 tries o más en un partido y 1 al equipo que pierda por no más de 7 tantos de diferencia

## Resultados

### Primera fecha
| 22 de julio | Fiyi | 36 - 20 | Tonga |  |  |

| 22 de julio | Japón | 22 - 24 | Samoa |  |  |

### Segunda fecha
| 29 de julio | Japón | 21 - 16 | Tonga |  |  |

| 29 de julio | Samoa | 19 - 33 | Fiyi |  |  |

### Tercera fecha
| 5 de agosto | Japón | 12 - 35 | Fiyi |  |  |

| 5 de agosto | Samoa | 34 - 9 | Tonga |  |  |

| Bandera de Fiyi |
| Campeón Fiyi    |
| Sexto título    |